# Albatros szarodzioby
Albatros szarodzioby (Thalassarche cauta) – gatunek dużego ptaka morskiego z rodziny albatrosów (Diomedeidae). Gnieździ się na kilku wyspach w okolicy Australii i Nowej Zelandii, spotkać go można na wodach półkuli południowej. Bliski zagrożenia wyginięciem.

## Taksonomia
Po raz pierwszy gatunek opisał John Gould w 1841 pod nazwą Diomedea cauta. Holotyp pochodził z Cieśniny Bassa. Obecnie (2021) Międzynarodowy Komitet Ornitologiczny (IOC) umieszcza albatrosa szarodziobego w rodzaju Thalassarche. Wyróżnia dwa podgatunki: albatrosa szarodziobego (T. c. cauta) i białogłowego (T. c. steadi). Klasyfikacja jest kwestią sporną. Z albatrosa szarodziobego wyodrębniono dwa gatunki: albatrosa siwogłowego (T. eremita) i szarogrzbietego (T. salvini). Podgatunek T. c. steadi bywa podnoszony do rangi osobnego gatunku.

## Podgatunki i zasięg występowania
IOC wyróżnia następujące podgatunki:
- albatros szarodzioby (T. c. cauta) (Gould, 1841) – gniazduje na trzech niewielkich wyspach u wybrzeża Tasmanii – Albatross Island, Mewstone i Pedra Branca; spotykany jest na wodach południowej Australazji[3], wiadomo też, że osobniki młodociane migrują na wody u wybrzeży RPA[8]
- albatros białogłowy (T. c. steadi) Falla, 1933 – gniazduje na Wyspach Auckland i Wyspach Antypodów; spotykane w południowych częściach Oceanu Atlantyckiego i Oceanu Indyjskiego oraz na wodach Australazji[6]

## Morfologia
Długość ciała ptaków podgatunku nominatywnego wynosi 90–100 cm, rozpiętość skrzydeł 210–260 cm. Masa ciała samców 3900–5100 g, samic 3200–4400 g. 
W przypadku ptaków podgatunku T. c. steadi masa ciała wynosi 2600–5300 g. Upierzenie głównie białe, grzbiet czarnoszary. U młodych osobników kark ma barwę szarą, z wiekiem bieleje. Widoczna ciemnoszara lub czarna brew. Nogi niebieskoszare. Dziób szary z żółtym końcem, u młodych ptaków – z czarnym.

## Ekologia i zachowanie
Albatrosy szarodziobe gniazdują na skalistych wyspach. Żywią się głównie rybami, głowonogami, skorupiakami i osłonicami. Odzywają się typowymi dla albatrosów skrzekami, jękami i zawodzeniem. Nie ma różnic w głosach wydawanych przez ptaki poszczególnych podgatunków.

### Lęgi
Okres lęgowy trwa od września do grudnia. Gniazda to usypane z błota, kości, odchodów, materii roślinnej i kamieni stożkowate kopczyki. Zniesienie liczy 1 jajo. Inkubacja trwa 68–75 dni. Młode opierzają się po blisko 5 miesiącach życia. Oboje rodzice sprawują nad nimi opiekę. Albatrosy szarodziobe mogą dożywać 40 lat. 

## Status
Obydwa podgatunki klasyfikowane są przez IUCN za gatunki bliskie zagrożenia (NT, Near Threatened). Zagrożeniem dla tych ptaków jest przypadkowe ich łapanie podczas połowów ryb. W 2008 u piskląt na Albatross Island wykryto wirusa ospy ptasiej.